# Pablo Routin
Pablo Luis Routin Modernel (Montevideo, 11 de noviembre de 1964) es Licenciado en Fonoaudiología, docente, cantante, compositor, letrista y murguista uruguayo. 
Reconocido como un artista multifacético, con gran trayectoria en el Carnaval uruguayo, desarrolla su carrera desde hace más de 40 años en la escena teatral y musical.
Además, se desempeña como docente de expresión e investigación vocal y corporal, creando en 2003 el Espacio Cuerpo y Voz del cual es coordinador y tallerista. 
Routin cuenta con seis discos editados, es intérprete y la música de su autoría entrelaza la murga, la milonga y el candombe. Ha colaborado en diferentes proyectos con distintos músicos e importantes artistas uruguayos como: Jaime Roos, Rubén Rada y Horacio Ferrer entre otros.
Entre sus canciones como autor o intérprete se encuentran “Ruido de Camiones”, “Murga Madre”, “No hay más Cocoa”, “Flores”, ”Candombe para Figari”, “Conversaciones con mi padre”, “Al Pepe Sasía”, “Pa´l Mercado”, “Pelota al medio” y “Tirar botellas al mar”.

## Biografía
Pablo “Pinocho”  Routin nació el 11 de noviembre de 1964 en el barrio Buceo de Montevideo, donde vivió los primeros años de su vida junto a su madre Adriana Elvira Modernel Roca, su padre Oscar Washington Routin Rodríguez, y sus hermanos; Silvia De Leonardis Modernel y Sergio Routin Modernel.
A los nueve años se mudó junto a su familia a Playa Pascual en Ciudad del Plata (San José), allí pasó su infancia y su adolescencia, siendo este barrio un lugar de referencia en su vida.
Cursó primaria en las escuelas públicas N° 53 y N° 101, secundaria en el Liceo Francisco Bauzá y es egresado en fonoaudiología de la Escuela Universitaria de Tecnología Médica de la Universidad de la República. Desde la adolescencia trabajó en diferentes lugares antes de poder dedicarse definitivamente a la música. Está casado en segundas nupcias con la maestra y psicopedagogía Verónica Tiscornia Errandonea, con quien tiene tres hijos: Santiago, Eliana y Camilo. 

### Comienzos artísticos
Desde niño recuerda sentir una admiración singular por la murga cuando iba a los tablados vecinales o a los corsos barriales que se repiten todos los veranos en Uruguay en tiempos de concurso de Carnaval. Si bien le impactaba el carnaval, con la murga le pasaba “algo especial”> y le cautivaba especialmente cómo un murguista se convertía en otro personaje para encarnar un cuplé. De adolescente participó de un grupo de teatro en Playa Pascual y en él comenzó a consolidar su veta artística. Con 18 años pisó por primera vez las tablas con “Justamente Risas”, una murga que se  iniciaba ese año y cuyos integrantes eran mayoritariamente debutantes al igual que él. Dos años más tarde recibió una invitación para participar de la tradicional murga Falta y Resto donde compartió escenarios con grandes exponentes del carnaval tales como Ronald Arismendi, Roberto García, Raúl Castro, Pitufo Lombardo y Canario Luna.
En 1984 se radicó nuevamente en Montevideo y fue entonces que comenzó un camino de dedicación total a la música y al carnaval. Comenzó talleres de formación en canto lírico en La Casa de la Cultura del Prado, guitarra con el músico Marcos Gabay y arte escénico con el director Carlos Aguilera. En el año 1986 se presenta a la prueba de ingreso de la Escuela Multidisciplinaria de Arte Dramático y no logra ingresar. No haber pasado la prueba es un hecho que cambiaría su rumbo y que lo empujaría definitivamente al mundo de la música, aunque incursionó en el teatro en muchas oportunidades a lo largo de su carrera. En 1987 participó por primera vez de una obra teatral, “El Regreso del Gran Tuleque” de Mauricio Rosencof , con dirección de Carlos Aguilera. Con esto suma otra faceta a su desarrollo artístico. El teatro fue luego, con el paso del tiempo y hasta ahora, un lugar donde poder expresar todo aquello que desborda del espectáculo carnavalero.

## Ámbito musical
Conjuntamente con su desarrollo en carnaval, Pablo Routin comenzó a profesionalizarse como cantante, llegando hoy a ser un exponentes de la música popular uruguaya. Routin oscila entre la creación y exhibición de su propio repertorio y la interpretación de canciones de otros autores cercanos a su género. Ha presentado espectáculos en prestigiosas salas de Uruguay y el exterior.
Su primer acercamiento a la escena musical fue de la mano de Jaime Roos. Routin integró desde 1988 y durante más de 10 años las bandas estables de Roos “La Escuelita” y “La Doble Uruguaya”, presentándose junto al músico en innumerables shows en Uruguay y el exterior. Entre 1994 y 1995 fue músico estable de la gira nacional “Jaime Roos a las 10”, que recorrió los 19 departamentos de Uruguay. Además, en el año 1997 participó también de “Concierto Aniversario”, la celebración de los 20 años de carrera de Roos en el Teatro Solís de Montevideo.
En 1995 Routin lanzó su primer disco solista que tituló “Noches de carnaval”  para el sello ORFEO. El álbum cuenta con 12 canciones, entre ellas “Candombe para Figari” y “Pelota al Medio” -una canción de Jorge Lazaroff relevante en el repertorio de su carrera.Este disco contó con la producción de Jaime Roos quien lo lanzó como cantante solista.
Luego, en 1998, creó junto a Carlos Quintana la banda “Peligro de Murga”, que fusionó la murga con el rock y el jazz rock. Ese mismo año Routin lanzó su segundo disco,con el mismo nombre de la banda. Esta vez con 13 canciones, incluyendo la reconocida “Ruido de camiones”. El grupo estaba integrado por Ronald Arismendi, Freddy Bessio, Andrés Lijtmaer, Andrés Ibarburu, Gustavo Montemurro, Carlos Quintana, Enrique Rivero, Benjamín Medina, Álvaro Borsalino y el propio Routin, Pitufo Lombardo participó de la primera etapa de la banda.
En 2002 lanzó junto con Lombardo el disco Murga Madre, uno de los discos más importantes relacionado con el género murga dentro de la historia de la música popular uruguaya. El álbum consta de seis canciones, entre las que se destacan “No hay más cocoa”, “Noche fallida”, “Bien de al lado” y, la que bautiza el disco, “Murga Madre”. Contó con la producción artística de Luis Restuccia y la participación de más de 20 músicos. 
En 2006 y hasta 2008 presentó junto a Carmen Pí el espectáculo  “Aquello” - en referencia a la popular canción de Jaime Roos-. En este show Pí y Routin versionaban canciones de otros autores significativos para la identidad musical de ambos artistas, abordando en el repertorio versiones de tangos clásicos.
Luego de realizar algunas giras y participar de espectáculos teatrales, en 2009 edita para MMG su disco “Flores”. Este disco, con un perfil más acústico que los anteriores, cuenta con incursiones en el tango, la milonga y la zamba. 
En 2014 edita para el sello MMG su disco “Corazón”. El álbum tuvo la preproducción de Gonzalo Durán y la producción artística de Martín Buscaglia.
En el año 2015 realiza una  gira internacional; “1000 escenarios” por España, Noruega y Suecia. Lo hizo junto con Edú Lombardo en un espectáculo a dúo con canciones de los últimos trabajos discográficos de ambos artistas. 
Uno de los momentos más importantes de su carrera fue el lanzamiento del show, disco y DVD “35 años de música y escenarios”, editado por el sello MMG. La presentación fue en la sala principal del Teatro Solís el 1° de junio de 2017. Para este espectáculo se presentó con su banda estable; Diego Lacuesta en guitarra, Gerardo Alonso en el bajo, Pablo Leites en percusión y Gonzalo Durán en guitarras y arreglos musicales. Contó además con importantes invitados; Liliana Herrero desde Argentina, Gastón Ciarlo “Dino”, Maía Castro, Sara Sabah, Edú Lombardo, Martín Ibarburu, Nacho Mateu, Nicolás Ibarburu y la banda Peligro de Murga que volvió para este evento luego de 20 años fuera de la escena musical.
En septiembre de 2017 comienza un largo periplo médico, a causa de la aparición de tinnitus bilateral. El factor desencadenante fue la exposición al sonido durante tantos años de trabajo en escenarios. Dejó de presentarse en vivo por un año y comenzó un tratamiento con el dispositivo biomédico Levo, liderado por el músico y doctor en medicina Daniel Drexler. Si bien el tinnitus en su caso se considera crónico, no le impide continuar su labor artística, aunque debe extremar los cuidados en relación con el sonido que recibe, para prevenir un mayor deterioro auditivo.

### Discografía
| Año  | Nombre                                    | Producción artística                        |
| ---- | ----------------------------------------- | ------------------------------------------- |
| 1995 | Noches de carnaval                        | Jaime Roos                                  |
| 1998 | Peligro de murga                          | Carlos Quintana                             |
| 2002 | Murga Madre (con Edú Lombardo)            | Luis Restuccia, Edú Lombardo y Pablo Routin |
| 2009 | Flores                                    | Edú Lombardo                                |
| 2014 | Corazón                                   | Martín Buscaglia                            |
| 2017 | 35 años de música y escenarios (CD + DVD) | Gustavo Montemurro y Pablo Routin           |

## Trayectoria en carnaval
Pablo Routin participa del carnaval uruguayo desde 1984. Pasó por distintos roles e integró muchas murgas de la “la fiesta de Momo”. Además de integrar el coro y protagonizar diferentes cuplés, ha obtenido varios premios y nominaciones como letrista, cupletero y realizador de puesta en escena. Obtuvo 5 veces el primer premio del concurso de carnaval dentro de la categoría de murga: Falta y Resto en 1988 y 1989, A Contramano en 2009 y 2010 y Don Timoteo en 2017.
Las murgas en las que participó:
| Año                           | Nombre               |
| ----------------------------- | -------------------- |
| 1984-1985                     | Justamente Risas     |
| 1986-1989                     | Falta y Resto        |
| 1993-1997                     | Curtidores de hongos |
| 1998                          | La Milonga Nacional  |
| 1999-2001/2005-2007/2009-2012 | A Contramano         |
| 2002-2004                     | La Reina de la Teja  |
| 2017                          | Don Timoteo          |
| 2024                          | Doña Bastarda        |
Algunos cuplés:
- 1988, La Gente - Falta y Resto (autores: Raúl Castro, Jorge Lazaroff)
- 1989, Pepe Revolución - Falta y Resto  (autores: Raúl Castro, Jorge Lazaroff)
- 1994, El Suicida del Palacio Salvo - Curtidores de Hongos  (autor: Pablo Routin)
- 1999, Violeta La Burra - A Contramano (autor: Pablo Routin)
- 2002, El Rey de La Teja - La Reina de La Teja  (autor: Pablo Routin)
- 2005, El Pozo del Confort-Mismo - A Contramano (autor: Pablo Routin)
- 2009, La Familia - A Contramano (coautor: Pablo Routin)
- 2010, Problemas Tenemos Todos - A Contramano (coautor: Pablo Routin)
- 2017,Las Mamis de Timoteo - Don Timoteo  (coautor: Pablo Routin)

## Ámbito teatral
La trayectoria de Routin también está vinculada al mundo del teatro. Su primera experiencia teatral fue entre 1987 y 1989 con El regreso del Gran Tuleque de Mauricio Rosencof con la dirección de Carlos Aguilera. En 1992 participó como actor y cantante de la obra Ahora sí de Luis Trochón, un homenaje a la Troupe Ateniense. 
También participó de varios espectáculos del reconocido músico uruguayo Ruben Rada. Lo hizo como actor, cantante y guionista en algunas de sus obras más importantes: Rada para niños (2008-2009-2014), El reino de Rada (2008), Escuela de Rada (2011), Lo mejor de Rada para niños (2016) y Somos una banda (2017). 
Pablo Routin escribió Montevideo Amor una obra sobre el amor que contó con la música de Pitufo Lombardo y la dirección de Fernando Toja. En ella actuaban María Mendive, Adriana Da Silva, Edú Lombardo y el propio Routin. La obra se estrenó en 2010 en el Teatro El Galpón y contaba diez historias de amor a través de cuatro personajes, dos hombres y dos mujeres, que simbolizan a todos los hombres y mujeres que alguna vez han querido amar. "Un relato único, un largo pensamiento que bien podría ocurrir en la mente de una sola persona”. Al año siguiente se reestrenó en el Teatro La Candela. 
En el 2011 realizó la música y las canciones para la obra El país de las cercanías de Roy Berocay, que tuvo la adaptación teatral de Jorge Denevi y la dirección de Marina Rodríguez. En los siguientes años también le realizó la dirección artística a los espectáculos Felicidad del grupo Lavanda y Re-Creo y Camping  del grupo Latasónica. 
En el mismo año participó de 10 maneras de ser un hombre una obra de Aída Varali y Fernando Smith con dirección de Adriana da Silva en el Teatro Movie. En el espectáculo se desarrollaban diez monólogos que describían modelos masculinos de ser y estar en el mundo, y se descubrían los miedos, las contradicciones y el peso de los mandatos sociales a través del humor.
Otro momento de su trayectoria teatral fue su rol protagónico en la operita Dandy, el príncipe de las murgas que se presentó durante diez funciones en la Sala Adela Reta del SODRE en 2014. Fue escrita por el conocido poeta uruguayo Horacio Ferrer, compuesta por Alberto Magnone y contó con la dirección de Fernando Toja. La operita en dos partes está inspirada en la obra de William Shakespeare Hamlet.
En 2016 realizó la puesta en escena del espectáculo El juego se vuelve canción del grupo Ajó: experiencias musicales oportunas que fue presentado en la sala Delmira Agustini del Teatro Solís. El grupo Ajó está integrado por Natalia Goldberg, Alejandra Goldfarb, Lili Ramos y Pablo Leites.
Luego de esto en el mismo año realizó junto con Jorge Esmoris y Diego Bello la obra teatral Nadie entiende nada de Christian Ibarzabal, basada en textos de Juceca Julio César Castro. La dirección de la obra estuvo a cargo de Alberto Coco Rivero y fue con esta presentación que realizaron una gira por varios departamentos del interior de Uruguay, además de estar en cartel por dos funciones en el Teatro Solís. 
Su estreno más reciente es la obra teatral Carbono 14 que lanzó en 2017 en el Teatro Alianza. Cuenta con la actuación de Soledad Gilmet y la dirección de Alberto Coco Rivero. La obra ponía en tensión las relaciones, la violencia de género y mostraba “un corte en la vida de una mujer actual, una historia mínima y única donde todos nos reflejamos, las relaciones familiares, las amistades entre mujeres, la complicidad y la lucha por abrirse camino".

### Murga Madre
Murga Madre es una obra teatral con idea original de Pablo Routin, música de Pitufo Lombardo y dirección de Fernando Toja que con el pasar de los años se ha convertido en un clásico del teatro popular. Se estrenó el 10 de octubre de 2002 en Montevideo, en el Teatro Alianza y ese mismo año ganó el premio Florencio al mejor espectáculo musical. Cerró su primera temporada en noviembre del 2006 en el Teatro Solís, con una función que contó con más de 20 músicos en escena. El año siguiente fue invitada a ser el espectáculo de reapertura del Teatro de Verano Ramón Collazo y se presentó con la banda de sonido en vivo. 
A lo largo de estos años, ha realizado más de 600 funciones en Uruguay y en el exterior del país. Sus diferentes giras la han llevado a Paraguay, Chile, Brasil, Ecuador, Argentina (presentándose en Buenos Aires, Mendoza, Santa Fe, La Plata, Rosario y Córdoba), Dinamarca, Suecia, México y España (presentándose en Madrid, Barcelona, Galicia y Valencia). En el año 2018, para celebrar sus 15 años, se presentó en Montevideo en la sala Eduardo Fabini del Auditorio del Sodre y en 2019 lo hizo nuevamente, en dos funciones, en la sala Zavala Muniz del Teatro Solís.
Algunos comentarios sobre la obra:

Érase una vez dos muchachos murguistas enamorados uno del otro, dijeron ¿porque no hacemos algo teatral con la murga? El más alto de ellos se puso a escribir durante mucho tiempo una idea que en muchísimos años a nadie se le hubiera ocurrido que podría realizarse... Se volvieron a juntar estos dos locos, trabajaron mucho mucho, ensayaron mucho se juntaron con gente carnavalera e idónea, con un director que los entendió a las mil maravillas y con muy poco dinero lograron hacer "Murga Madre". Yo que fui murguista de los 16 a los 17, me sentí muy identificado con la poesía, el delirio y la fantasía murguera que ellos muestran en esta obra. Para definir lo hermoso de este trabajo "Murga Madre" te tiene que pasar algo inevitable que fue lo que me paso a mi cuando la vi: emoción, alegría y una envidia tremenda de no estar ahí. Murga Madre, una hermosa poesía que identifica pila la idiosincrasia del Uruguayo murguero. Agradezco a todos los músicos y al sonidista por la emocionante música que lograron.
Ruben Rada

Murga Madre es una metáfora de lo que todos los artistas han sentido a lo largo de los tiempos, metáfora sublime y delicada, que habla de la soledad, el desamor, la tristeza que se transforma en emoción y creación.
Mariana Percovich

La pieza teatral "Murga Madre" ganó el Florencio (premio mayor anual del teatro uruguayo) en la categoría de "Musical" en el año de su estreno. Fue sorprendente, ya que su elenco constaba solamente de dos personas. Los músicos-murguistas-actores Pablo Routin y Edú Lombardo son mis amigos y colegas. Juntos compartimos giras, grabaciones, proyectos de todo tipo a través de dos décadas. Forman parte de la flor y nata del Carnaval montevideano. Son estrellas de Momo. Conocen a fondo lo suyo, y yo los conozco a ellos. Sin embargo lograron algo difícil en el arte: me sorprendieron. Y no por el premio, sino por lo que viví como espectador. Me emocionaron hasta las lágrimas. Es una obra moderna y tradicional, que innova como corresponde, conociendo hasta la médula el tema. La música es muy bella, el tema final es quizás la mejor murga-canción que escuché en los últimos cinco años. El aparentemente alocado libreto es un canto de amor esencial al Carnaval. Las actuaciones descollantes, la dirección sutil. En suma: un imperdible, tanto para entendidos como para cualquier amante del buen arte latinoamericano.
Jaime Roos

#### Ficha técnica Murga Madre
| Dirección                           | Fernando Toja                                |
| Idea original y texto               | Pablo Routin                                 |
| Música original y dirección musical | Edú Lombardo                                 |
| Actuaciones                         | Edú Lombardo y Pablo Routin                  |
| Diseño de luces                     | Eduardo Guerrero                             |
| Diseño de vestuario y escenografía  | Fabiana Ardao, Soledad Capurro y Hugo Millán |
| Diseño y realización de maquillaje  | Mariela Gotuzzo Lampariello                  |
| Producción artística de sonido      | Luis Restuccia                               |
| Traspunte y asistencia técnica      | Marco Martínez                               |
| Fotografía y diseño original        | Alejandro Persichetti                        |